# ریکارد نوردستروم
ریکارد نوردستروم (دانمارکی: Rikard Nordstrøm; ۲۳ آوریل ۱۸۹۳ – ۷ فوریهٔ ۱۹۵۵) ژیمناست هنری اهل دانمارک بود.